# Wiktor Maleszewski

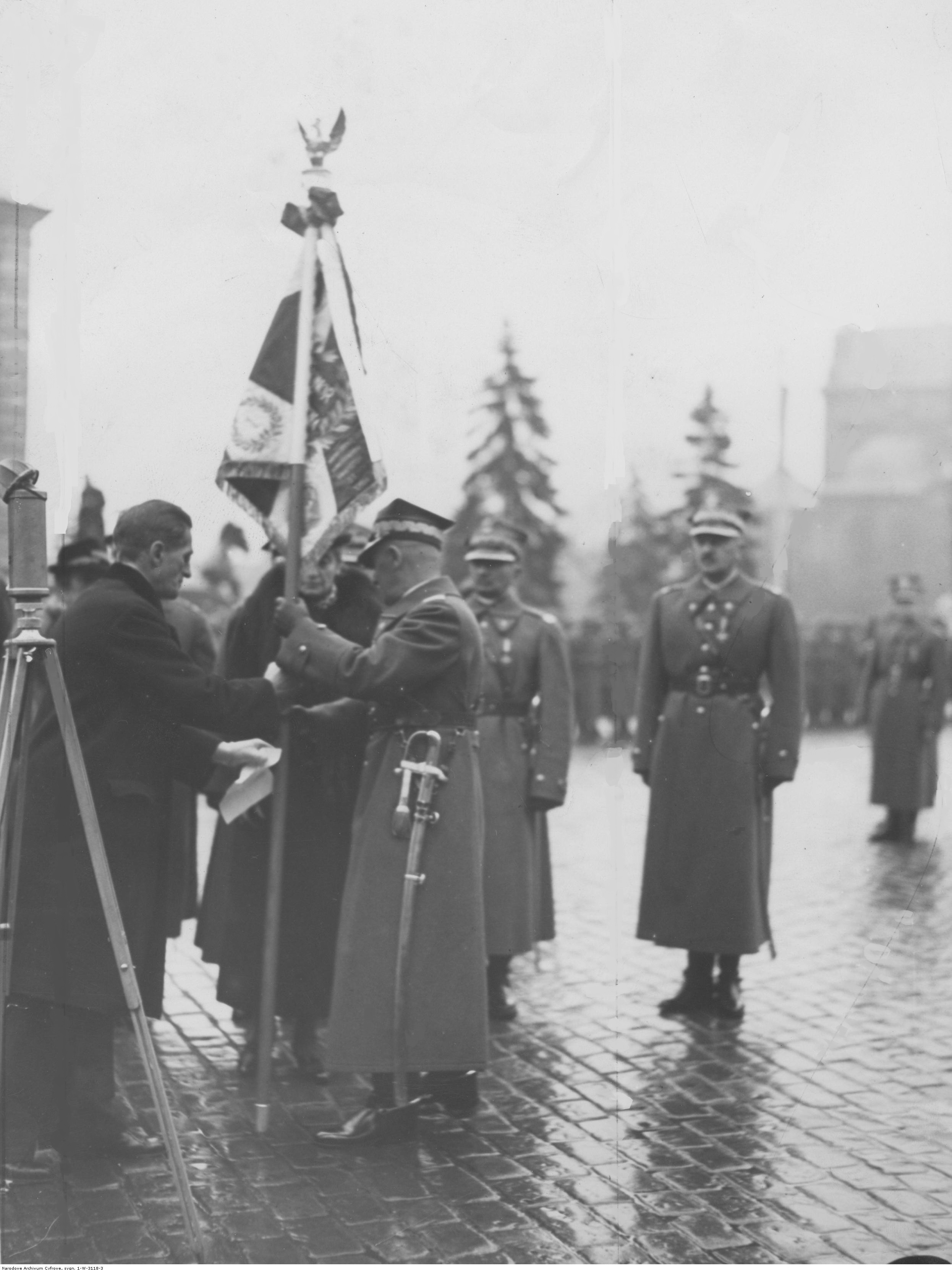
Uroczystość wręczenia sztandaru 1 pal Leg. w Wilnie. Prezydent Wilna Wiktor Maleszewski wręcza ufundowany przez mieszkańców sztandar marszałkowi Edwardowi Rydzowi-Śmigłemu.

Wiktor Maleszewski (ur. 19 września 1883 w Michniewie, zm. w lipcu 1941) – polski lekarz i samorządowiec, prezydent Wilna w latach 1932–1939, podpułkownik lekarz Wojska Polskiego.

## Życiorys
Urodził się 19 września 1883 w folwarku Michniewo, w ówczesnym powiecie kalwaryjskim guberni suwalskiej, w rodzinie Władysława i Heleny z Różańskich. Był starszym bratem Stefana, pułkownika artylerii Wojska Polskiego, i Zofii (ur. 1891), działaczki niepodległościowej, odznaczonej Medalem Niepodległości. Ukończył szkołę średnią i Uniwersytet w Charkowie, gdzie studiował medycynę. Po studiach służył jako lekarz w garnizonie suwalskim rosyjskiej armii, w czasie I wojny światowej zmobilizowano go do wojska.
31 lipca 1919 roku został komendantem Szpitala Polowego Nr 16. 17 stycznia 1920 roku został wyznaczony na stanowisko szefa sanitarnego 2 Dywizji Litewsko-Białoruskiej walczącej z bolszewikami. 1 czerwca 1921 roku pełnił służbę w Grupie Wojska Litwy Środkowej, a jego oddziałem macierzystym była Kompania Zapasowa Sanitarna Nr 4. W 1922 roku został zweryfikowany w stopniu podpułkownika ze starszeństwem z 1 czerwca 1919 roku i 93. lokatą w korpusie oficerów sanitarnych, w grupie lekarzy. W 1923 roku był oficerem rezerwowym 3 Batalionu Sanitarnego w Grodnie. W 1934 roku pozostawał w ewidencji Powiatowej Komendy Uzupełnień Wilno Miasto. Posiadał przydział mobilizacyjny do Kadry Zapasowej 3 Szpitala Okręgowego w Grodnie.
Po włączeniu Wilna w skład Polski został głównym lekarzem wojewódzkiej Kasy Chorych. Zasiadał przez kilka kadencji w Radzie Miasta Wilna, od 1932 do 1939 pełnił urząd prezydenta. W 1935 i 1938 wybrano go posłem na Sejm. Po zajęciu Wileńszczyzny przez wojska radzieckie aresztowany przez NKWD, zginął w czasie ewakuacji więzienia w Starej Wilejce.
Jego synem był trener koszykówki Władysław Maleszewski.

## Ordery i odznaczenia
- Krzyż Oficerski Orderu Odrodzenia Polski
- Krzyż Walecznych[7]
- Złoty Krzyż Zasługi
- Medal Dziesięciolecia Odzyskanej Niepodległości